# Reisbach (Saar)
Reisbach este o comună-târg din districtul Saarlouis, landul Saarland, Germania.